# Grain en arc

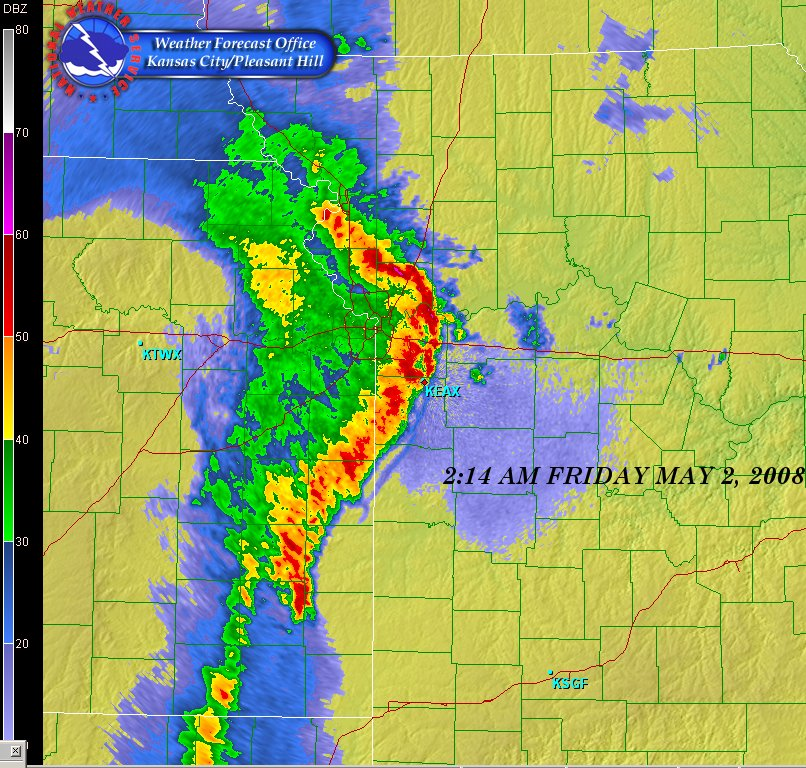
Image d'un radar météorologique montrant un grain en arc traversant Kansas City (Missouri) à locale le 2 mai 2008.

Un grain en arc est un type de ligne orageuse, ou ligne de grain, ayant la forme caractéristique d'un arc de cercle tel que vu par un radar météorologique. Le docteur Tetsuya Théodore Fujita de l'université de Chicago est le premier à utiliser le terme Bow Echo pour désigner ce type de ligne orageuse. Dans un livre publié en 1978, le Manual of Downburst Identification for Project NIMROD, il décrit les caractéristiques et l'évolution de ces systèmes. Le front de rafales généré par ce type de système convectif de méso-échelle (SCM) peut causer des dommages importants et occasionnellement être accompagné de tornades. Les grains en arc peuvent se développer à l'avant d'un complexe convectif de méso-échelle (CCM), une ligne de grain ordinaire ou lors de la dissipation d'un orage supercellulaire.

## Formation
Un grain en arc est le résultat de l'étalement d'une goutte froide qui se forme à l'avant d'un orage ou d'une ligne d'orages quand l'air des niveaux moyens et les précipitations en descendent. Lorsque le cisaillement des vents est de modéré à fort dans les bas niveaux de l'atmosphère et que la direction de ce changement est linéaire, la goutte s'étale en arc. Le soulèvement sur le devant de la goutte cause la reformation d'orages qui s'aligneront en arc. Le grain orageux ainsi généré aura quelques kilomètres d'épaisseur et de 20 à 200 km de long, en général moins long qu'une ligne de grain rectiligne. Sa durée de vie sera de 3 à 6 heures et en général causera des dégâts importants le long de son trajet car le courant-jet entrant arrière des niveaux moyens qui descend le long du front de rafales se trouve concentré. Un grain en arc peut se transformer en Derecho si les conditions sont favorables. En 2004, une étude sur un grand nombre de grains en arc provenant de cellules orageuses faiblement organisées et de super-cellules a démontré que la première situation était la meilleure à leur formation.
Les conditions nécessaires à ce phénomène sont : une zone frontale, une forte convergence des vents en surface, un point de rosée élevé à l'avant du front, une circulation atmosphérique perpendiculaire à ce dernier en altitude (entre 850 et 700 hPa) et plus faible en aval, une masse d'air très instable avec une énergie potentielle de convection disponible (EPCD) de plus de 2 400 J/kg. En saison estivale, les facteurs dynamiques comme le front sont moins marqués, l'instabilité de l'air doit donc être plus grande. En saison fraîche, automne et printemps, ce sont les conditions dynamiques qui dominent alors que des dépressions importantes vont amener les déclencheurs.

### Trajectoire de l'air

Évolution typique d'un grain en arc tel que vu au radar :
(a) Supercellule
(b) Ligne de grain
(c) Grain en arc
(d) Rotation engendrée dans les bouts.

Lorsque la direction des vents en altitude est perpendiculaire à un orage, l'air des niveaux moyens peut s'introduire dans le nuage. Cet air est plus sec et frais que celui du nuage et il est donc plus dense que celui-ci et va descendre vers le sol. De plus, cet air sec permettra d'évaporer une partie des précipitations tombant des nuages ce qui demande de l'énergie qui est prise sous forme de chaleur de l'air du nuage. Cette évaporation augmente donc la poussée négative d'Archimède sur l'air en descente, l'accélérant.
Si un courant-jet s'engouffre ainsi dans le nuage, il peut donner un front de rafales important. Comme la circulation en altitude n'est pas uniforme, l'endroit où le jet est maximal accélérera plus que les zones adjacentes et fera avancer la ligne orageuse plus vite à cet endroit. La trajectoire de cet air est indiquée sur le diagramme de droite et s'étale comme un éventail,. La ligne discontinue donne l'axe des rafales maximales associées avec le courant-jet entrant arrière et les flèches donnent la direction des vents par rapport à la ligne d'orages. Plus la circulation d'altitude est rabattue, plus l'arc se déplacera vite.
D'un autre côté, la circulation d'air au sol à l'avant de la ligne orageuse est en général dans une direction différente ce qui crée un convergence d'air. Sur le centre de la ligne, l'addition vectorielle des vents venant de l'orage et de l'environnement donne une résultante perpendiculaire à la ligne. Cependant, aux extrémités de la ligne, l'addition donne une rotation, ou mésovortex, qui peut résulter en la formation d'une tornade. Ces tourbillons accélèrent les portions du courant-jet qui se trouvent à cet endroit derrière la ligne résultant en de plus fortes rafales rectilignes. L'image montre ces régions de rotation cyclonique (C) et anticyclonique (A). C est spécialement favorable à la formation de tornades.
Les plus importants dommages associés avec les grains en arc se situent au centre de la ligne. On reconnaît en général au radar météorologique les endroits de plus forts vents par les données de vitesse mais également par des encoches à l'arrière de la ligne, là où le courant-jet des niveaux moyens descend et assèche la ligne.

### Arcs multiples

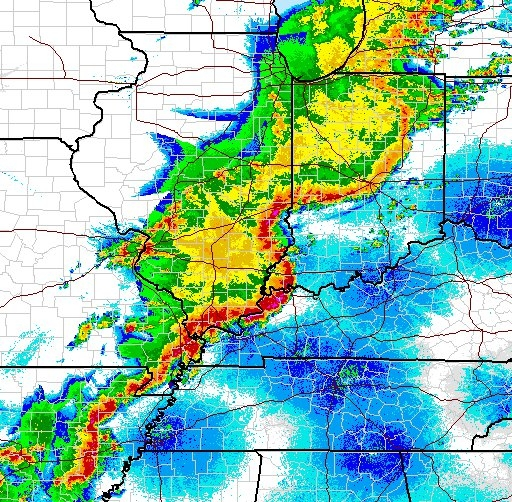
Un grain en arc multiple en Illinois associé avec un derecho

Il arrive quelques fois que plusieurs grains en arc se forment le long d'une ligne orageuse et donnent une ligne de grains ondulée (en anglais line echo wave pattern ou LEWP). Celle-ci est visible sur les images d'un radar météorologique comme une ligne de forts échos comptant plusieurs arcs de cercles et partant d'une dépression de méso-échelle. Le développement des arcs est dû à la vitesse variable de déplacement de la ligne à la suite de la descente du courant-jet des niveaux moyens à certains endroits de la ligne ce qui l'accélère par rapport aux points adjacents.
Ce genre de grain est typique des derechos en série mais n'est pas limité à ce genre de système convectif de méso-échelle. En plus d'un front de rafales dévastatrices, ces lignes de grain ondulées peuvent également donner des tornades, ou des trombes marines, là où les vents entrant et sortant se rencontrent à un angle le long de la ligne.
Les dégâts associés avec les lignes de grain ondulées sont similaires à ceux d'un grain en arc mais multipliés par le nombre d'arcs. Les vents et la pluie les plus intenses se retrouvent généralement dans la région où passe le « ventre » des arcs. Cependant, si le déplacement de la ligne est plus ou moins parallèle à son axe, des pluies torrentielles tomberont dans la direction de cet axe.

## Dommages associés
Les dommages causés par les lignes de grain et les grains en arc sont aussi importants que ceux générés par les tornades aux États-Unis et plus fréquents. Alors qu'une tornade est un événement de très petites étendues, les grains en arc peuvent couvrir de très grandes distances, causer des vents de 160 km/h ou plus et donc donner une surface de dégâts très vaste.